# Bilon (moneta)
Bilon – pieniądz zdawkowy w postaci metalowych znaków pieniężnych (monet). Jest takim samym środkiem płatniczym, jak banknoty; różni się od nich materiałem, z którego jest wykonany oraz kształtem i użytecznością. Bilon wszedł w użycie jako uzupełnienie obiegu pieniądza kruszcowego, lecz pierwotnie w ograniczonym zakresie, mając moc zwalniania z zobowiązań tylko do kwoty pewnej wysokości. W Polsce przed 1939 – monetami 10-złotowymi można było płacić do 1 tysiąca zł, 5-złotowymi do 500 zł, 2-złotowymi do 100 zł, a niklowymi 1-złotowymi do 50 zł jednorazowo. Współcześnie wartość nominalna bilonu jest czasem wyższa niż wartość metali użytych do jego wytworzenia, stąd bilon ma charakter monety podwartościowej, wyposażonej w tzw. kurs przymusowy.

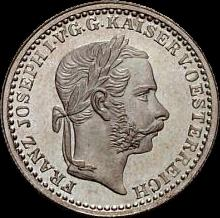
Austriacki bilon z 1867 r. o 50% zawartości srebra (10 krajcarów)

Nazwa pochodzi od bilonu, stopu miedzi i srebra stosowanego do wyrobu monet o niskiej wartości. Bilon bito także z niklu, brązu lub mosiądzu, a nawet złota (w Hiszpanii w pierwszej połowie XIX w.). Obecnie do wyrobu bilonu używa się stali, aluminium i stopów miedzi. Zaletami bilonu, w stosunku do banknotów, są: większa wytrzymałość i dzięki temu dłuższy czas pozostawania w obiegu, a także możliwość wykorzystania w automatach wrzutowych. Wiąże się to z posiadaniem przez monety monopolu na bycie środkiem płatności przy wykorzystaniu takich automatów (choć zastosowanie bilonu jest w tym wypadku nowoczesne), jednak przełamanym poprzez możliwość zapłaty za bilet innym środkiem płatniczym (Internet, karta zbliżeniowa, telefon komórkowy m.in. w automatach pojazdowych komunikacji miejskiej np. w Warszawie).
W Polsce bilon emitowany jest przez bank centralny (Narodowy Bank Polski) i bity w Mennicy Państwowej, a w okresie od kwietnia 2014 do końca 2016 w brytyjskiej Royal Mint. W tym ostatnim okresie zmieniono także stop, z którego był produkowany bilon o najmniejszych nominałach: zamiast mosiądzu manganowego wybrano stal powlekaną mosiądzem. W latach 1989–1994 (do denominacji złotego), z uwagi na wysoką stopę inflacji, w praktyce nie był w obiegu.